# 上郷 (つくば市)
上郷（かみごう）は、茨城県つくば市の地名。郵便番号は300-2645。2020年4月現在の当地域の人口は4,003人である。
つくば市西部に位置する市街地。

## 地理
西部には、小貝川が流れている。
市街地化区域には、商店街や住宅地が形成されているが、周辺部は田畑など、自然豊かな土地が広がっている。
北は吉沼・田倉、東は手子生（）・木俣（）・中別府、南は高須賀、西は常総市に面している。木俣を挟む形で東に飛地があり、北は今鹿島・高野、東は野畑、南は上河原崎・中別府、東は手子生・木俣と面している。

## 歴史

### 近世
文禄年中（1593年 - 1596年）の検地により筑波郡台豊田上郷村となった。はじめは多賀谷氏領であったが慶長7年（1602年）に幕府領となった。
元禄10年（1697年）には幕府および旗本有田2氏の相給となったが、享保10年（1725年）には再び幕府による単独知行となった。
享保2年（1717年）、台豊田上郷村から、単に上郷村と称するようになる。

### 近代
明治2年（1869年）、若森県の所轄となる。
明治8年（1875年）に茨城県上郷村、同11年（1878年）に筑波郡上郷村となる。
明治22年（1889年）に上郷村大字上郷となり、村役場が置かれた。

### 現代
昭和28年（1953年）に上郷町、同30年（1955年）からは豊里町の大字となる。

### 世帯数と人口の変遷
| 時点                 | 名称     | 世帯数      | 人口  | 出典  |
| -------------------- | -------- | ----------- | ----- | ----- |
| 1724年（享保9年）    | 上郷村   | 339（家数） | 1,661 | [ 4 ] |
| 1800年（寛政12年）   | 上郷村   | 298（家数） | 1,368 | [ 4 ] |
| 1891年（明治24年）   | 大字上郷 | 426（戸数） | 2,843 | [ 6 ] |
| 2020年（令和2年）4月 | 上郷     | 1,550       | 4,003 | [ 7 ] |

## 小・中学校の学区
市立小・中学校に通う場合、学区は以下のとおりとなる。
| 小・中学校 | 義務教育学校                 |
| ---------- | ---------------------------- |
| 小学校     | 豊里学園つくば市立上郷小学校 |
| 中学校     | 豊里学園つくば市立豊里中学校 |

## 交通

### 路線バス
- 関東鉄道
  - 石下駅 - つくばセンター - 土浦駅

### コミュニティバス
- つくバス[8]
  - 西部シャトル
  - 上郷シャトル

### 道路
- 茨城県道24号土浦境線
- 茨城県道45号つくば真岡線
- 茨城県道123号土浦坂東線
- 茨城県道133号赤浜谷田部線

## 施設
- 豊里学園つくば市立上郷小学校
- つくば市立上郷児童館
- 上郷幼稚園
- 上郷保育所
- つくばインターナショナルスクール
- つくば市消防本部中央消防署豊里分署
- 上郷郵便局
- JAつくば市農産物直売所「四季の郷」
- 結城信用金庫豊里支店
- 八坂公園
- 川口公園

## 史跡
- 金村別雷神社

## ギャラリー

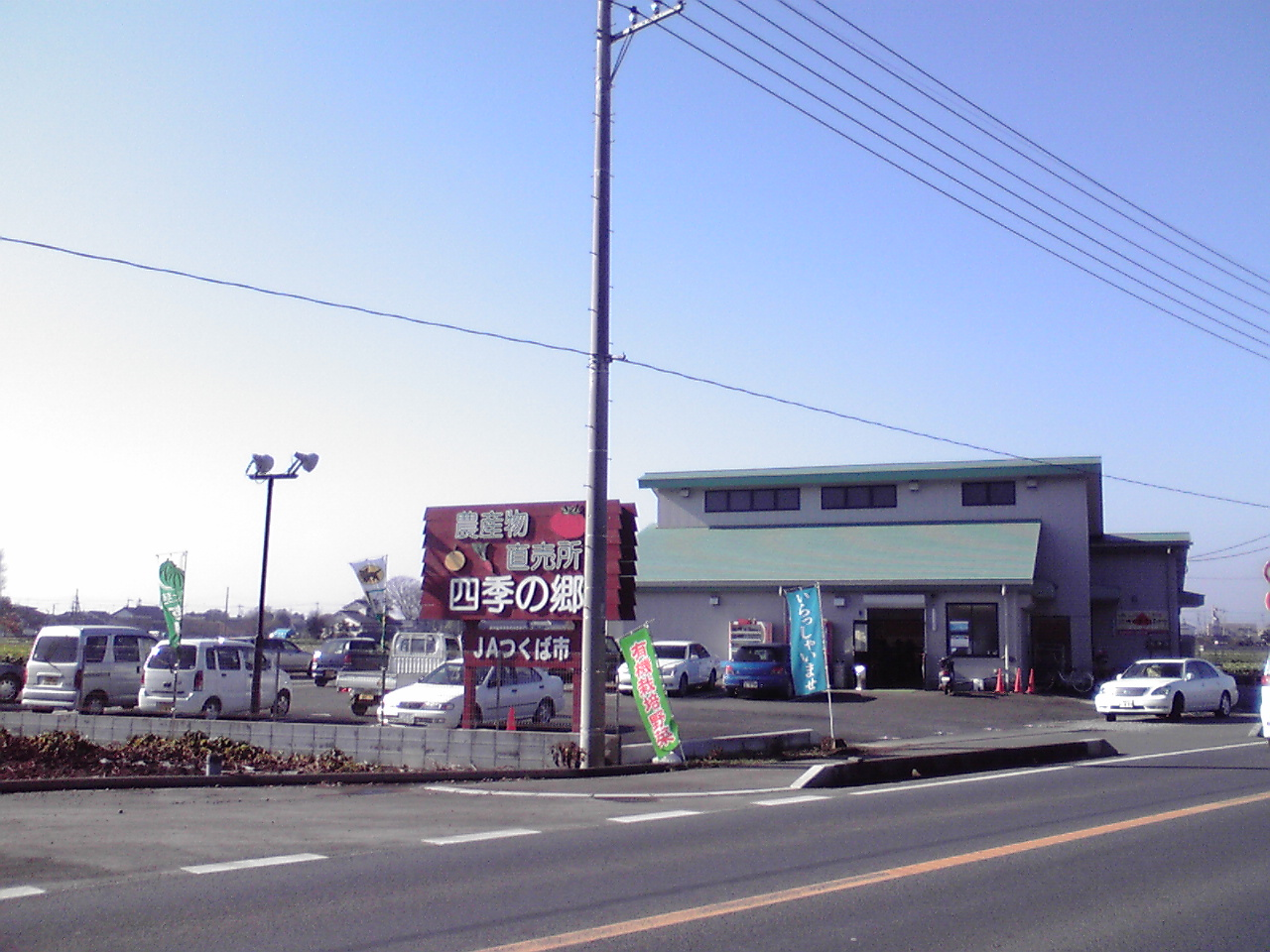
農産物直売所「四季の郷」（2009年12月）
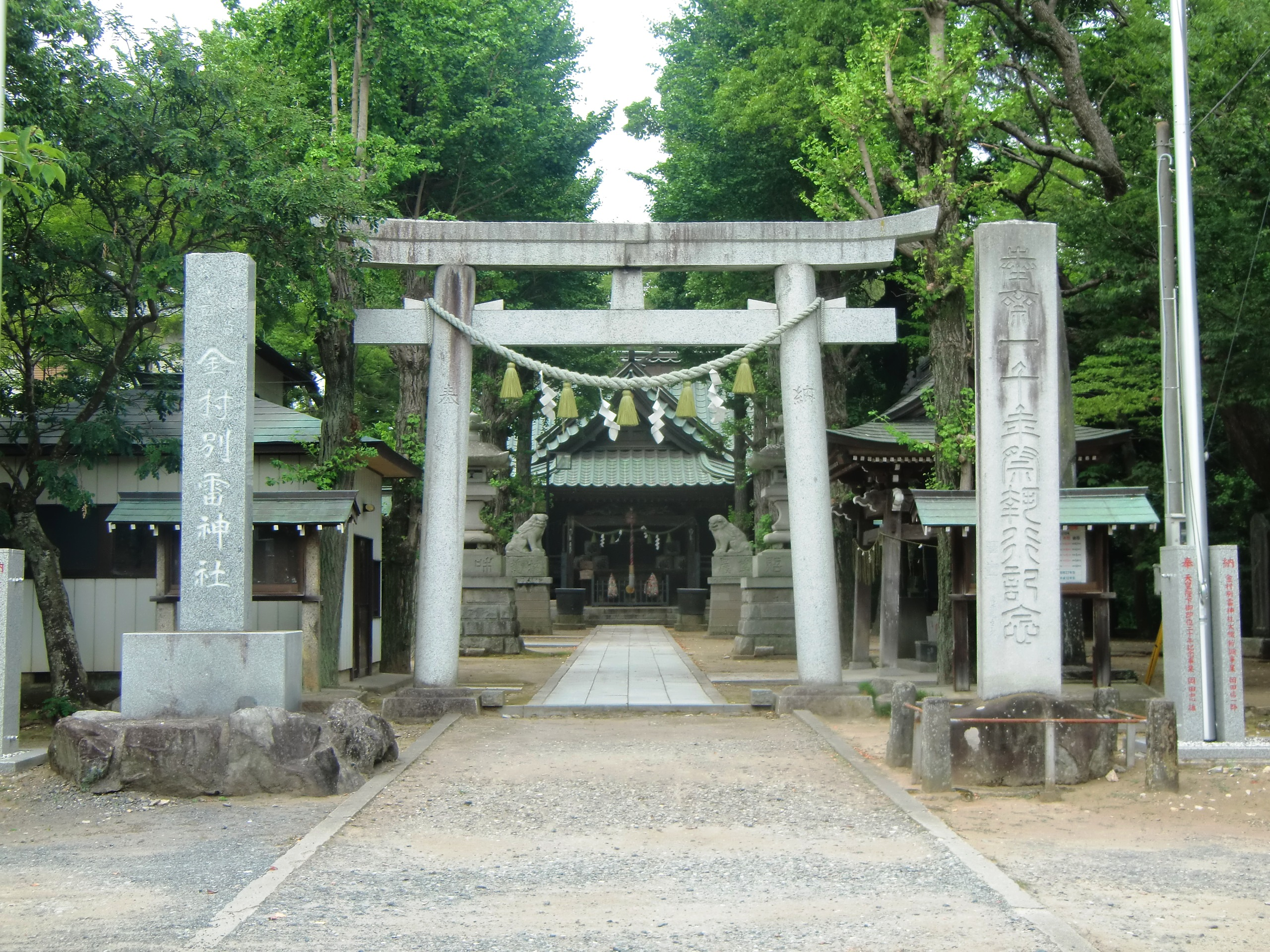
金村別雷神社（2012年8月）
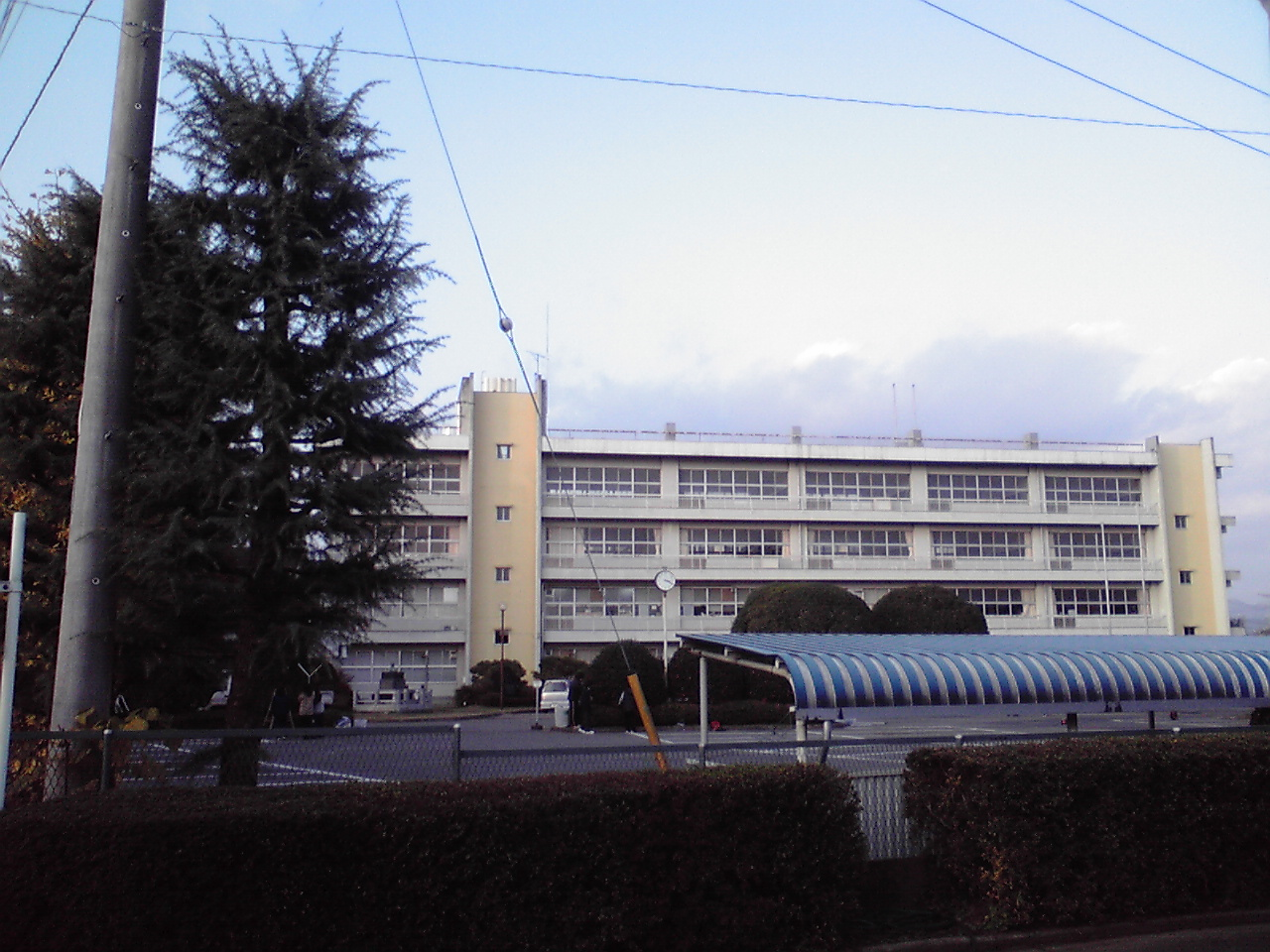
県立上郷高等学校（閉校）の校舎

## 出身者
- 土田馬太郎